# Donald De La Haye
Donald De La Haye Jr. (nacido el 2 de diciembre de 1996), también conocido en línea como Deestroying, es un YouTuber costarricense-estadounidense. 
Jugó fútbol americano universitario en el equipo de fútbol de los Knights de la Universidad de Florida Central (UCF). De La Haye es conocido por sus videos que demuestran su habilidad para los tiros de gol y también por sus sketches relacionados con el deporte y vlogs en los que habla sobre su trayectoria de vida. También hizo noticias mientras estaba en la universidad cuando la NCAA lo prohibió controvertidamente por obtener beneficios de su nombre y videos de YouTube, lo que ha provocado reformas en la compensación de los atletas estudiantiles. También es copropietario de los FCF Glacier Boyz.

## Primeros años y carrera universitaria
De La Haye emigró con su familia de Costa Rica a los Estados Unidos a la edad de siete años, pasando el resto de su juventud en Port St. Lucie, Florida. Jugó para el equipo de fútbol de los Knights de la Universidad de Florida Central como su especialista en patadas desde 2015 hasta 2016. También jugó como receptor abierto. De La Haye era un estudiante de marketing en UCF.

### Pérdida de elegibilidad de la NCAA debido al canal de YouTube
En 2017, De La Haye llamó la atención cuando la NCAA le dijo que eliminara o desmonetizará su canal de YouTube para poder permanecer en el equipo de fútbol, ya que la NCAA en ese momento prohibía a sus atletas obtener beneficios de su habilidad atlética aparte de sus becas. También se le prohibió tener su imagen o nombre en ninguno de sus videos si decidía continuar con el canal. Ante este dilema, De La Haye decidió continuar con su canal de forma normal, a costa de su beca y elegibilidad en la NCAA. De La Haye demandó a UCF por este asunto en julio de 2018, llegando a un acuerdo en noviembre de 2018 para completar su educación allí.
El caso de De La Haye ha sido uno de varios incidentes en los que los atletas de la NCAA tienen prohibido obtener beneficios de sus nombres, imágenes y semejanzas. Desde entonces, se ha emitido legislación en algunos estados, incluyendo California y el estado natal de De La Haye, Florida, en un intento de permitir que los atletas estudiantiles obtengan beneficios mientras están en la escuela.

## Carrera en YouTube
Mientras estaba fuera del equipo de fútbol de UCF, De La Haye puso más enfoque en su canal de YouTube Deestroying, que comenzó como adolescente en 2015. Evolucionado, desde sketches sobre estereotipos de fútbol y videojuegos hasta videojuegos, sketches imitando a jugadores de la National Football League como Odell Beckham Jr., ⁣⁣Tom Brady y ⁣⁣JuJu Smith-Schuster, colaboraciones reales con jugadores como Smith-Schuster, ⁣⁣Mar El canal ha superado los 4.5 millones de suscriptores después de tener solo 94,000 cuando De La Haye dejó UCF.
De La Haye también ha colaborado con otras personalidades de YouTube como Logan Paul, compitiendo en los “Challenger Games” de este último en julio de 2019.
De La Haye también ha llamado la atención y ha colaborado fuera del fútbol, como sus colaboraciones con otros YouTubers como Flight y Cash Nasty, y continúa haciendo crecer su canal.

## Carrera profesional de fútbol en campo
Después de años de abogar por un equipo de la NFL que lo contratara a través de sus videos, De La Haye fue contratado por los Toronto Argonauts de la Canadian Football League el 19 de mayo de 2019. La firma resultó en más de 15,000 nuevos seguidores en la cuenta oficial de Instagram de los Argonauts. Apareció en ambos juegos de pretemporada, acertando su único intento de gol de campo desde una distancia de 16 yardas y registrando un puntaje de 46 yardas. De La Haye fue contratado para la lista de práctica al comienzo de la temporada. Debido a los límites de jugadores estadounidenses permitidos en la lista, los Argonauts colocaron a De La Haye en la lista de suspendidos para permitirle estar libre de obligaciones del equipo y continuar subiendo videos de manera constante, lo que genera más ingresos que estar en el equipo de práctica.
Recientemente, ha estado haciendo videos de YouTube que muestran su práctica de patadas, con el objetivo final de llegar a la NFL. En 2021, De La Haye publicó un video en el que fue invitado a entrenar para el NFL Scouting Combine. De La Haye también ganó la competencia de inicio del Kohls Pro-Combine en 2021.

## Carrera en deportes electrónicos
En abril de 2022, De La Haye firmó con FaZe Clan. Jugó en un partido de fútbol con banderas con FaZe Clan en el Pro Bowl de 2022.

## Otros emprendimientos
De La Haye también es copropietario de los FCF Glacier Boyz de la Fan Controlled Football, junto con Quavo, Richard Sherman y Adin Ross.